# Hängränna

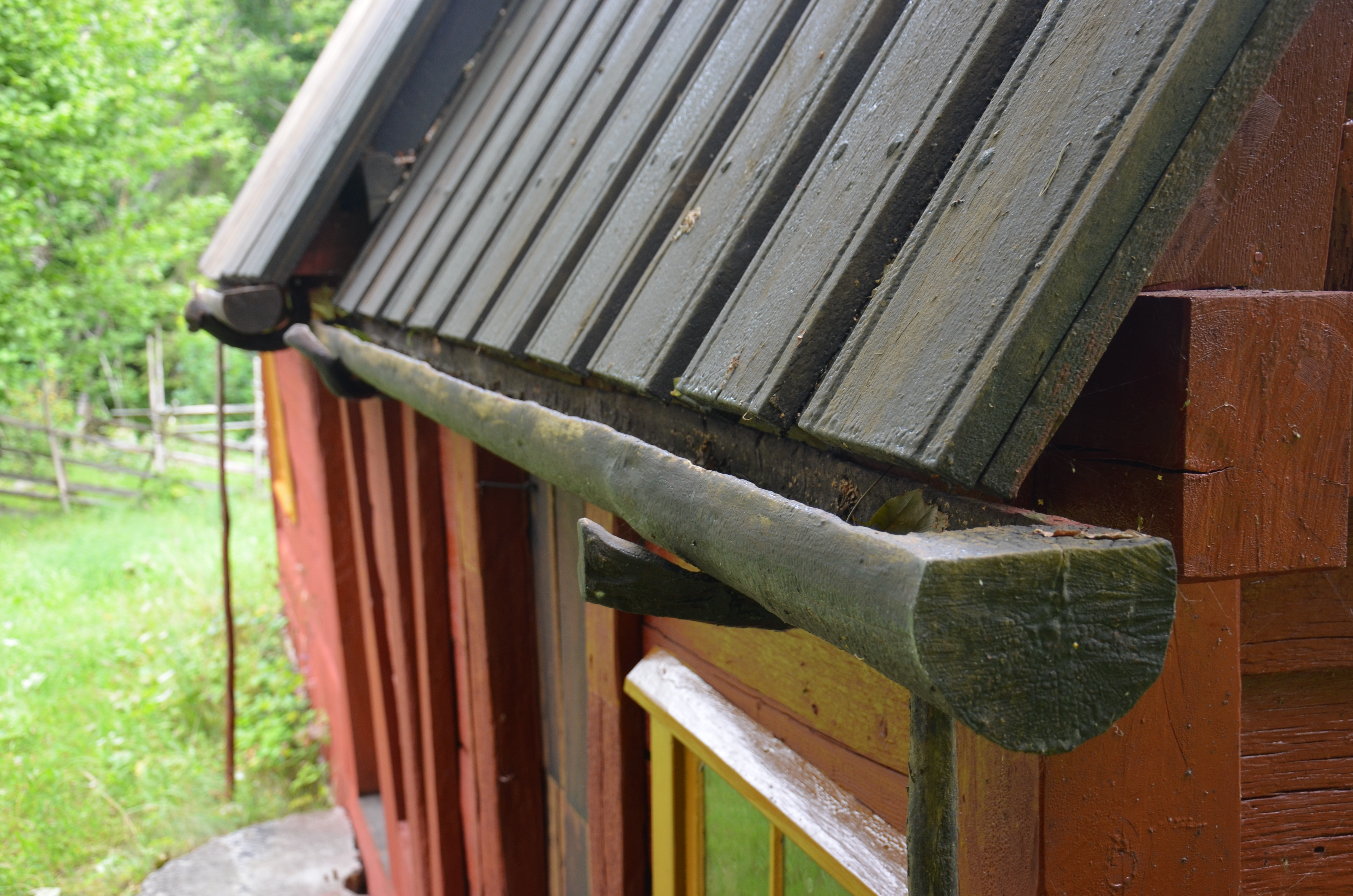
Hängränna av trä, Danielssons torp i Tingstäde

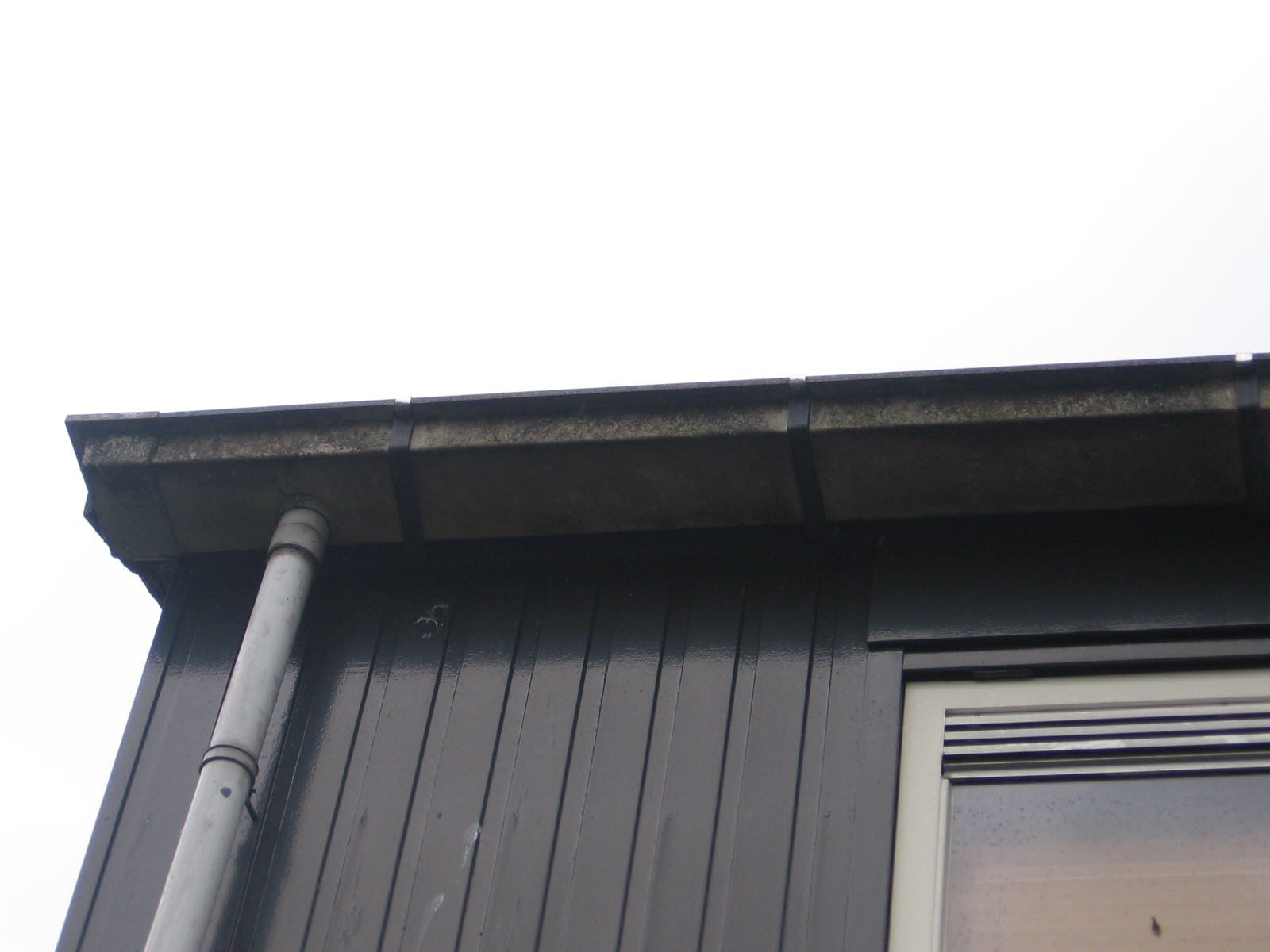
Hängränna med stuprör

En hängränna eller takränna, är en svagt lutande ränna vid takfoten för att samla upp och avleda regnvatten från tak. Utan hängränna rinner vattnet över takkanten och kan orsaka skada på husets väggar och grund. Vattnet i hängrännorna kan rinna till stuprör eller till lodrätt upphängd kätting.